# منوچهر مسعودی
منوچهر مسعودی (۱۳۱۸–۱۳۶۰) وکیل و حقوق دان و مشاور و مسئول دفتر حقوق بشر ریاست جمهوری در دوره ابوالحسن بنی صدر بود که پس از برکنار بنی صدر از ریاست جمهوری به اتهام مقابله با انقلاب و جمهوری اسلامی اعدام شد.

## زندگینامه
مسعودی دوران ابتدائی را در دبستان علمیه و متوسطه را در دبیرستان ادب اصفهان به پایان برد و در سال ۱۳۴۰ به وارد تربیت معلم و دانشکده حقوق شده و حقوق قضایی خواند. وی از سال ۱۳۳۹ وارد حزب ملت ایران و جبهه ملی ایران شد.

### بازداشت در حکومت پهلوی
او در دوراه فعالیت جبهه ملی دوم به دلیل فعالیت‌های دانشجویی دستگیر شده و بعد از مدتی آزاد می‌شود.

### پس از انقلاب ۱۳۵۷
مسعودی به دلیل فعالیت‌های سیاسی امکان استخدام در دادگستری را نیافت و وارد امر وکالت شد. او کارآموزی را در دفتر حقوقی متین دفتری طی کرد. وی سپس به وکالت پرداخته و در زمان شاه وکالت برخی از افراد سرشناس مانند آیت الله طالقانی را بر عهده داشت. ‌وی یکی از وکلای ۱۶ نفر دانشجوئی بود که در جریانات انقلاب ۱۳۵۷ دستگیر شده بودند. منوچهر مسعودی پس از انتشار مقاله رشیدی مطلق در روزنامه اطلاعات علیه این مقاله و نویسنده آن و روزنامه اطلاعات اعلام جرم کرد. مسعودی از جمله افراد بنیانگذار انجمن دفاع از حقوق بشر و آزادی در سال ۱۳۵۷ است.
در ۳۰ فروردین ۱۳۵۷ دفتر وی مورد بمب‌گذاری قرار گرفت و تخریب شد. این بمب‌گذاری که توسط گروهی موسوم به سازمان انتقام صورت گرفت در خصوص سایر ملیون مانند شکایت مهدی بازرگان، کریم سنجابی، رحمت‌الله مقدم مراغه‌ای، حبیب‌الله پیمان ،هدایت الله متین دفتری، عبدالکریم لاهیجی نیز اتفاق افتاد که در نتیجه آن این افراد در ۱۱ اردیبهشت ۱۳۵۷ اقدام به شکایت از این عمل تروریستی کردند.
مسعودی پس از پیروزی انقلاب ۱۳۵۷، و انتخاب  ابوالحسن بنی صدر  به عنوان رییس جمهوری به عنوان مشاور حقوقی، مشغول به فعالیت شد.

#### بازداشت و اعدام
او در خرداد 1360 دو هفته پیش از برکنار بنی صدر از ریاست جمهوری دستگیر و محاکمه و به اعدام محکوم شد. گفته‌ها حاکی از آن است که وی، افشاگر شکنجه در زندان‌های جمهوری اسلامی بود و از همین رو بازداشت شد. منابع مربوط به جمهوری اسلامی نیز او را متهم می‌کردند که در ماجرای کودتای نوژه، پل ارتباطی بین بنی‌صدر و بختیار، مسعودی بوده است. برخی از اتهامات او بر اساس بیانیه روابط عمومی دادستانی انقلاب اسلامی مرکز به شرح زیر اعلام شد:
1. ارتباط وهمکاری باشبکه وسیع خروج غیرقانونی ارز و اسناد و مدارک ضدانقلابی به خارج ازکشور
2. اخذ رشوه و کلاشی از خانواده‌های ضدانقلابی و تلاش جهت آزادی افراد ضدانقلاب که دستگیر شده‌اند
3. اخذ رشوه‌های کلان جهت کانالیزه کردن مناقصه وزارتخانه‌های مختلف به نفع افراد خاص و ضدانقلابی که دراین رابطه تاکنون ۱۵نفر ازجمله دونفر روحانی نما به اسامی سیدعیسی صدر و سیدمهدی فیروزآبادی دستگیرشده اند.
4. سوء استفاده از موقعیت دفتر ریاست جمهوری و اخذ رشوه‌های کلان به دفعات متعدد.
5. همکاری باعوامل خودفروخته رژیم کثیف و مزدور سابق.

بر اساس تاریخ درج شده بر روی سنگ قبر او، وی در جمعه ۲۴ مهرماه ۱۳۶۰ اعدام شد. خبر‌ اعدام او ابتدا در ضمیمۀ شمارۀ ۲۶۱ نشریۀ مجاهد، چاپ سازمان مجاهدین خلق ایران، به تاریخ ۱۵‌ شهریور به چاپ رسید. بعدتر خبر اعدام او در ۲۷ مهرماه ۱۳۶۰ از سوی رسانه‌های جمهوری اسلامی نیز اعلام شد.‌ گفته شده است که او به وسیله تیرباران کشته شده است. او در قطعه ۸۵ بهشت زهرا دفن شده است.